# Trishiras
Trishiras ou Trishira (sanskrit IAST : triśiras ; « tricéphale ») est dans la mythologie hindoue le fils de Tvashtri qui fut tué par Indra. Dans les Véda, une de ses épithètes est Vishvarupa.
C'est aussi le nom d'un asura à trois têtes tué par Rāma dans le Ramayana.